# Club Atlético La Paz
Club Atlético La Paz ist ein mexikanischer Fußballverein aus La Paz, Baja California Sur, der seine Heimspiele im Estadio Guaycura austrägt. Es ist der erste Verein, der Zweitligafußball nach Baja California Sur bringen wird, so dass nun auch der südliche Teil der Halbinsel Niederkalifornien als letzter mexikanischer Bundesstaat in der zweiten Liga angekommen ist (siehe hierzu auch: Fußball in Mexiko).

## Geschichte
Nachdem Orlegi Sports die von ihr gehaltene Lizenz am Tampico-Madero FC abgestoßen und an die GLS Promotoria del Deporte veräußert hatte, ist der Club Atlético La Paz das zur Saison 2022/23 neu aufgenommene  Franchise in der Liga de Expansión MX.
Das erste Spiel der Vereinsgeschichte wurde am 25. Juni 2022 in einem Spiel um die Copa Pacífico gegen den Erstligisten Mazatlán FC ausgetragen und 1:3 verloren.